# Joel Carreno
Joel Fernando Carreno (San Cristóbal, 7 marzo 1987) è un giocatore di baseball dominicano, free agent dal 2014.

## Minor League
Carreno firmò l'11 ottobre 2004 come free agent amatoriale con i Toronto Blue Jays. Nel 2006 giocò coi DSL Blue Jays rookie finendo con 8 vittorie e 3 sconfitte, 1.53 di ERA e .168 alla battuta contro di lui in 15 partite tutte da partente (82.1 inning). Nel 2007 giocò con i GCL Blues rookie finendo con 6 vittorie e 4 sconfitte, 2.62 di ERA e .243 alla battuta contro di lui in 12 partite tutte da partente (65.1 inning).
Nel 2008 giocò con gli Auburn DoubleDays A- finendo con 5 vittorie e altrettante sconfitte, 3.42 di ERA e .255 alla battuta contro di lui in 15 partite di cui 13 da partente (76.1 inning). Nel 2009 giocò con due squadre finendo con 3 vittorie e 4 sconfitte, 3.28 di ERA e .244 alla battuta contro di lui in 16 partite tutte da partente (90.2 inning).
Nel 2010 giocò con i Dunedin Blue Jays A+ finendo con 9 vittorie e 6 sconfitte, 3.73 di ERA e .275 alla battuta contro di lui in 27 partite di cui 25 da partente di cui un incontro giocato interamente (137.2 inning). Nel 2011 giocò con i New Hampshire Fisher Cats AA finendo con 7 vittorie e 9 sconfitte, 3.41 di ERA e .208 alla battuta contro di lui in 24 partite di cui 23 da partente (134.2 inning).
Nel 2012 giocò con due squadre finendo con 4 vittorie e 9 sconfitte, 5.90 di ERA e .269 alla battuta contro di lui in 27 partite di cui 15 da partente (90.0 inning). Nel 2013 giocò con due squadre finendo con 6 vittorie e 3 sconfitte, 2.43 di ERA, 8 salvezza e .166 alla battuta contro di lui in 50 partite (66.2 inning). Il 5 novembre divenne per la prima volta free agent. Dopo 3 giorni firmò con un contratto da Minor League con i New York Mets.

## Major League

### Toronto Blue Jays (2011-2012)
Debuttò nella MLB il 23 agosto 2011 contro i Kansas City Royals. Chiuse la sua prima stagione con una vittoria e nessuna sconfitta, 1.15 di ERA e .200 alla battuta contro di lui in 11 partite (15.2 inning). Nel 2012 finì con nessuna vittoria e 2 sconfitte, 6.14 di ERA e .265 alla battuta contro di lui in 11 partite di cui 2 da partente (22.0 inning).

## Stili di lancio
Carreno attualmente effettua 4 tipi di lanci:
- Prevalentemente una Slider (81 miglia orarie di media), alternandola con una Four-seam fastball (92 mph)
- Qualchevolta una Sinker (92 mph) e una Change (84 mph).

## Vittorie
Nessuna

## Premi
- Mid-Season All-Star della Eastern League (12/07/2011)
- Mid-Season All-Star della New York-Penn League (19/08/2008)
- Lanciatore della settimana della Eastern League (23/05/2011)
- Lanciatore della settimana della New York-Penn League (14/07/2008).

## Numeri di maglia indossati
- n° 34 con i Toronto Blue Jays (2011-2012).